# El Resbalón, Zacatecas
El Resbalón är en ort i Mexiko.   Den ligger i kommunen Valparaíso och delstaten Zacatecas, i den centrala delen av landet, 600 km nordväst om huvudstaden Mexico City. El Resbalón ligger 1 869 meter över havet och antalet invånare är 175.
Terrängen runt El Resbalón är varierad. El Resbalón ligger nere i en dal. Runt El Resbalón är det mycket glesbefolkat, med 5 invånare per kvadratkilometer. Närmaste större samhälle är Valparaíso, 3,0 km norr om El Resbalón. I omgivningarna runt El Resbalón växer huvudsakligen savannskog.